# دايفيد هيرون
دايفيد هيرون (بالإنجليزية: David Herron)‏ هو لاعب كرة قدم أمريكية أمريكي، ولد في 17 يونيو 1984.

## وصلات خارجية
- دايفيد هيرون على موقع مرجع كرة القدم المحترفة.كوم (الإنجليزية)